# Винн, Стив
Стивен Алан Винн (англ. Stephen Alan Wynn; фамилия при рождении Weinberg; род. 27 января 1942) — американский бизнесмен, девелопер, филантроп и коллекционер произведений искусства. Он известен своим участием в американской индустрии роскошных казино и отелей.
В начале своей карьеры он руководил строительством и эксплуатацией ряда заметных в Лас-Вегасе и Атлантик-Сити отелей, в том числе «Golden Nugget», «Golden Nugget Atlantic City», «Mirage», «Treasure Island Las Vegas», «Bellagio Las Vegas». Стив Винн сыграл ключевую роль в возрождении и расширении Лас-Вегаса в 1990-х годах. В 2002 году Винн создал свою компанию Wynn Resorts и был председателем совета директоров до 2018 года, когда был уволен в связи с обвинениями в сексуальных домогательствах. Курировал строительство и развитие комплексов «Wynn Las Vegas», «Encore Las Vegas», «Wynn Macau», «Encore Macau», «Wynn Palace Macau», «Encore Boston Harbour». На данный момент является миноритарным акционером Wynn Resorts. В 2006 году Винн был включен в Зал славы американской игровой Ассоциации. На май 2020 года состояние Стива Винна оценивается в $3,1 млрд.